# Георгіос IV
Георгіос IV (д/н — бл. 1158) — цар держави Мукурри-Нобатії в 1130—1158 роках. Розглядається, як останній правитель «Золотого періоду Нубії».

## Життєпис
Син царя Василя I. Відомий завдяки своєму круглому мармуровому надгробку, який був знайдений у монастирі в Ваді-Натруні в Єгипті. Камінь по краю має грецький напис та центрі — давньонубійською мовою.
Зберігав владу над усіма нубійськими царствами (Мукурра-Нобатія і Алва). Водночас мав гарні стосунки з Фатімідами, чим забезпечував контроль над шляхами уздовж Нілу з Ефіопії до Середземного моря. Йому спадкував син Мойсей Георгіос.